# تي جي في الجنوب الشرقي
تي جي في الجنوب الشرقي (بالفرنسية: TGV Sud-Est)‏ هو قطار كهربائي فرنسي من صنف "TGV" يتميز هذا بأنه فائق السرعة صنع عن طريق الشركة الفرنسية المشهورة ألستوم. 

## الأستخدام
تم استخدام مجموعات قطارات TGV في الأصل في الخدمات بين باريس وليون ومرسيليا ومدن أخرى في جنوب شرق فرنسا. في عام 2013 ، كانت هناك 55 مجموعة تي جي في الجنوب الشرقي تستخدم في الخدمات المقدمة إلى جنوب شرق فرنسا والخدمات عبر البلاد. 

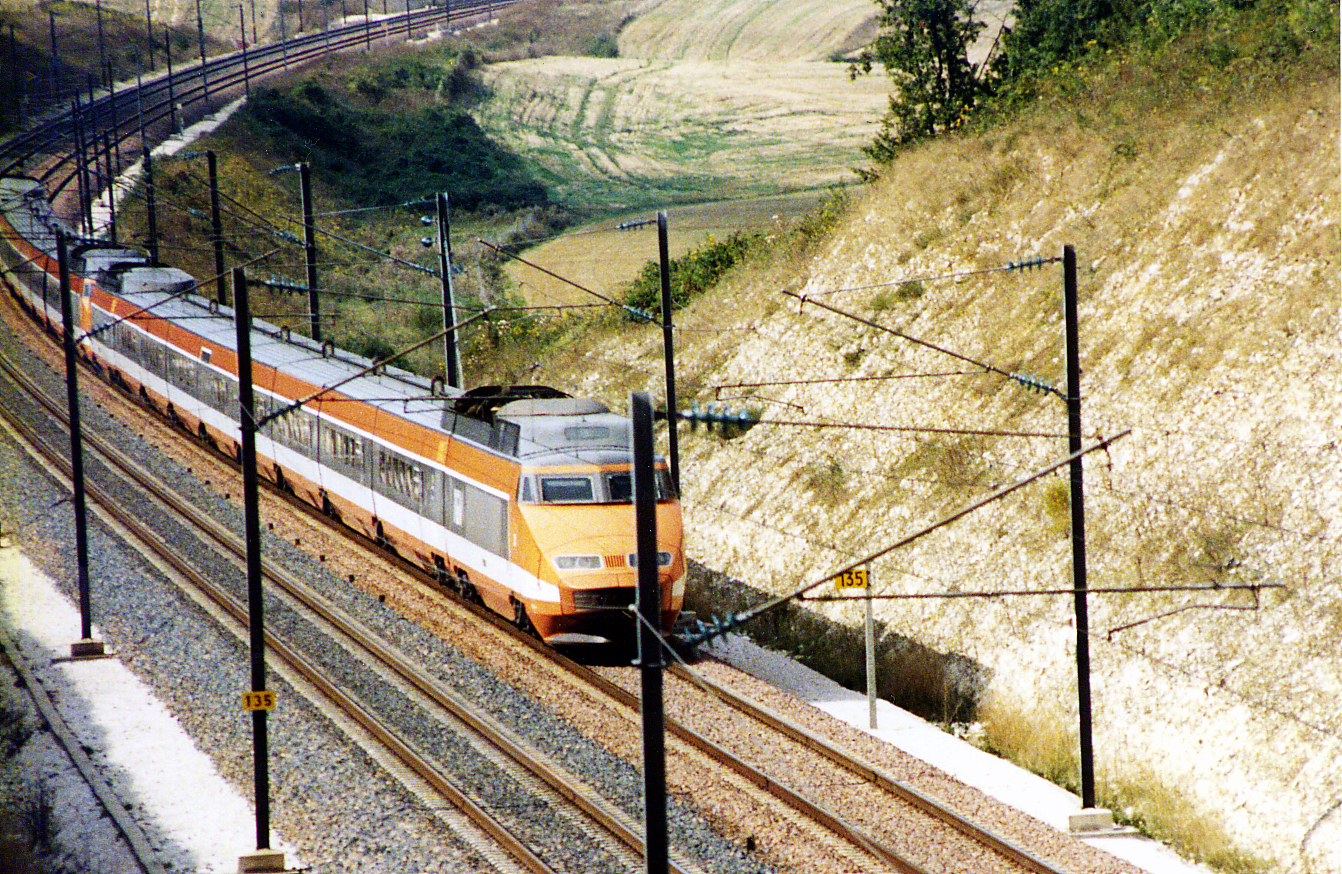
صورة للقطار بلون البرتقالي في سنة 1987

 تعمل اليوم حوالي 40 مجموعة على الخدمات من باريس إلى شمال فرنسا، إلى ليل، كاليه، دونكيرك وبولوني.

## معرض صور

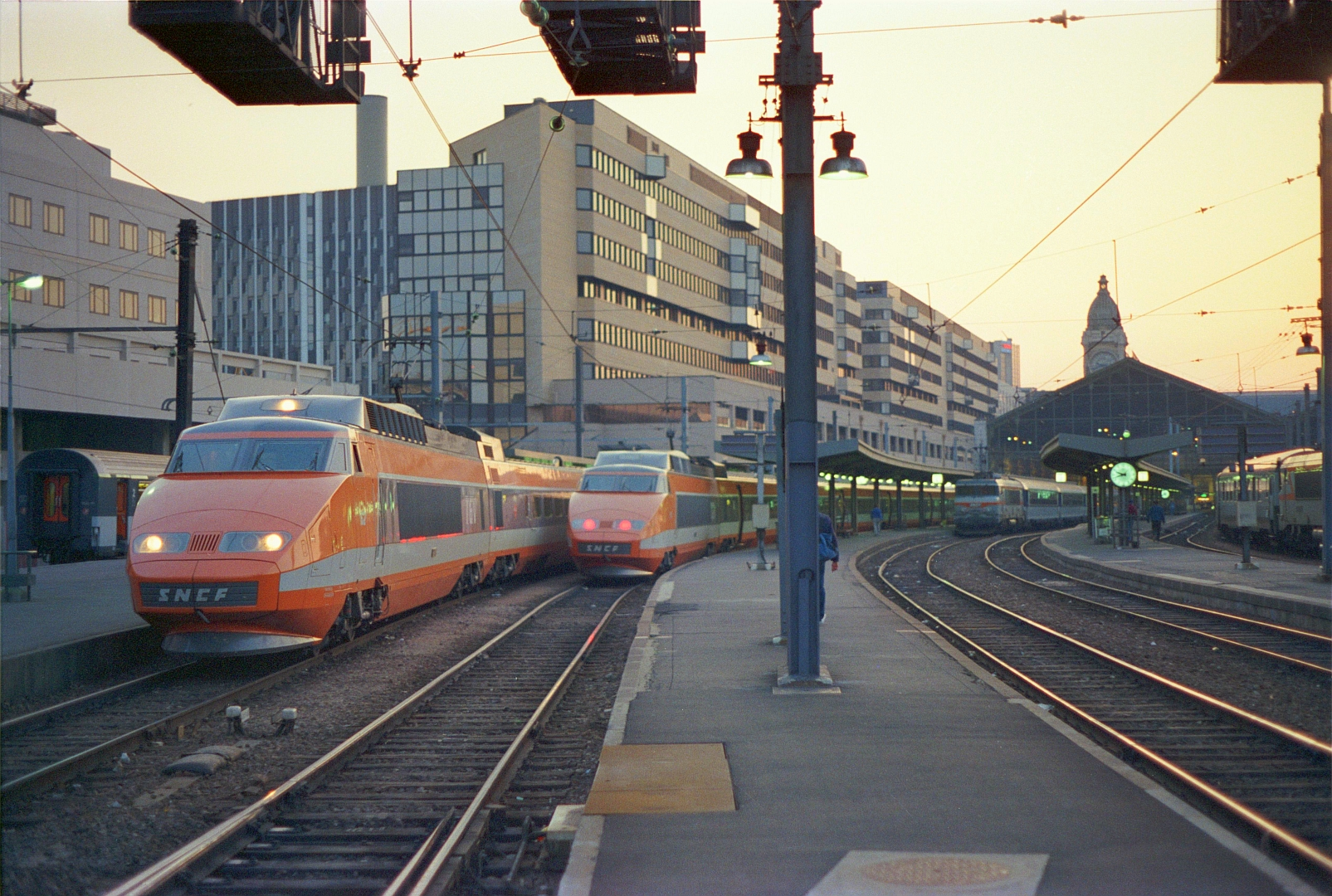
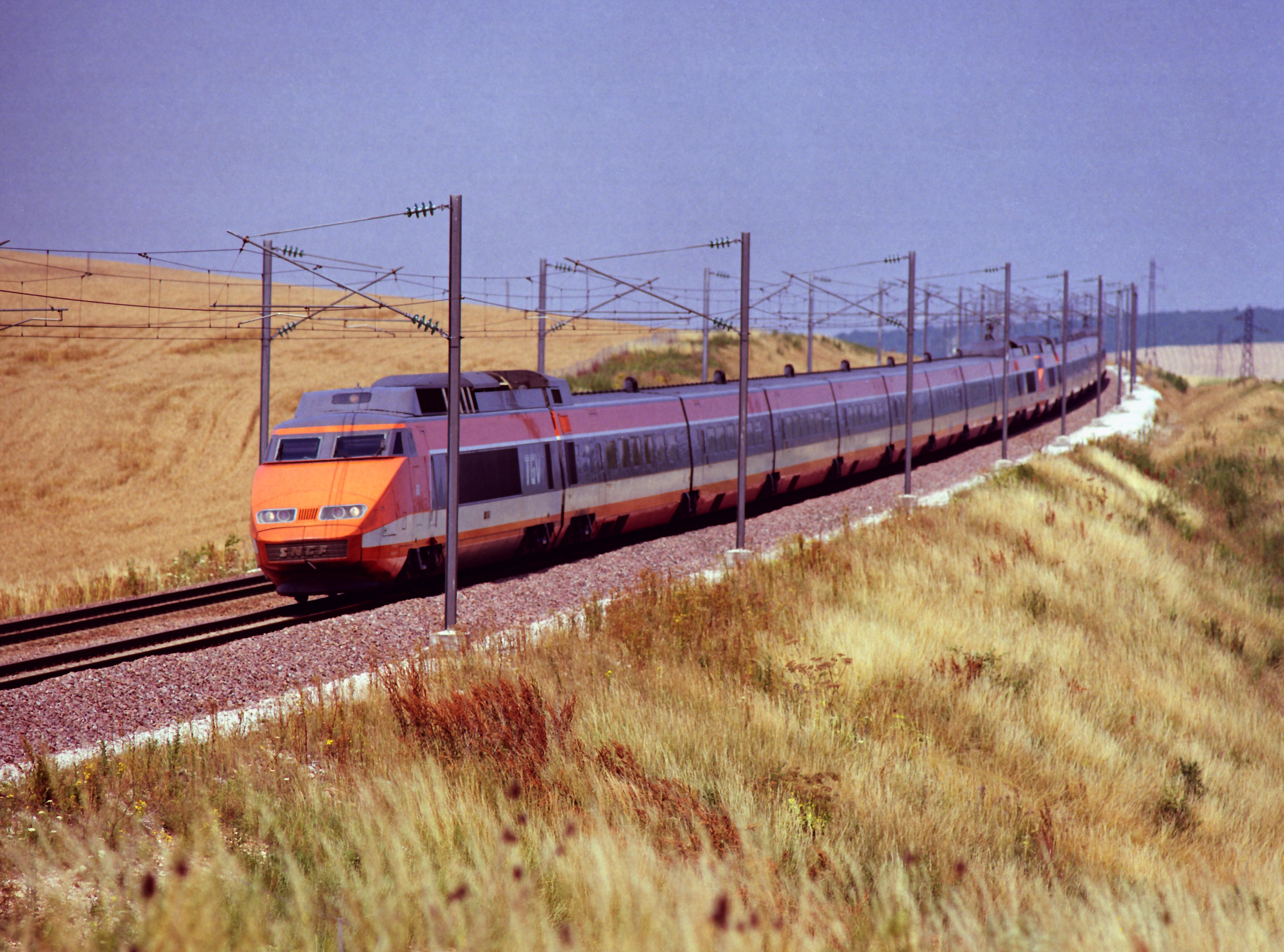
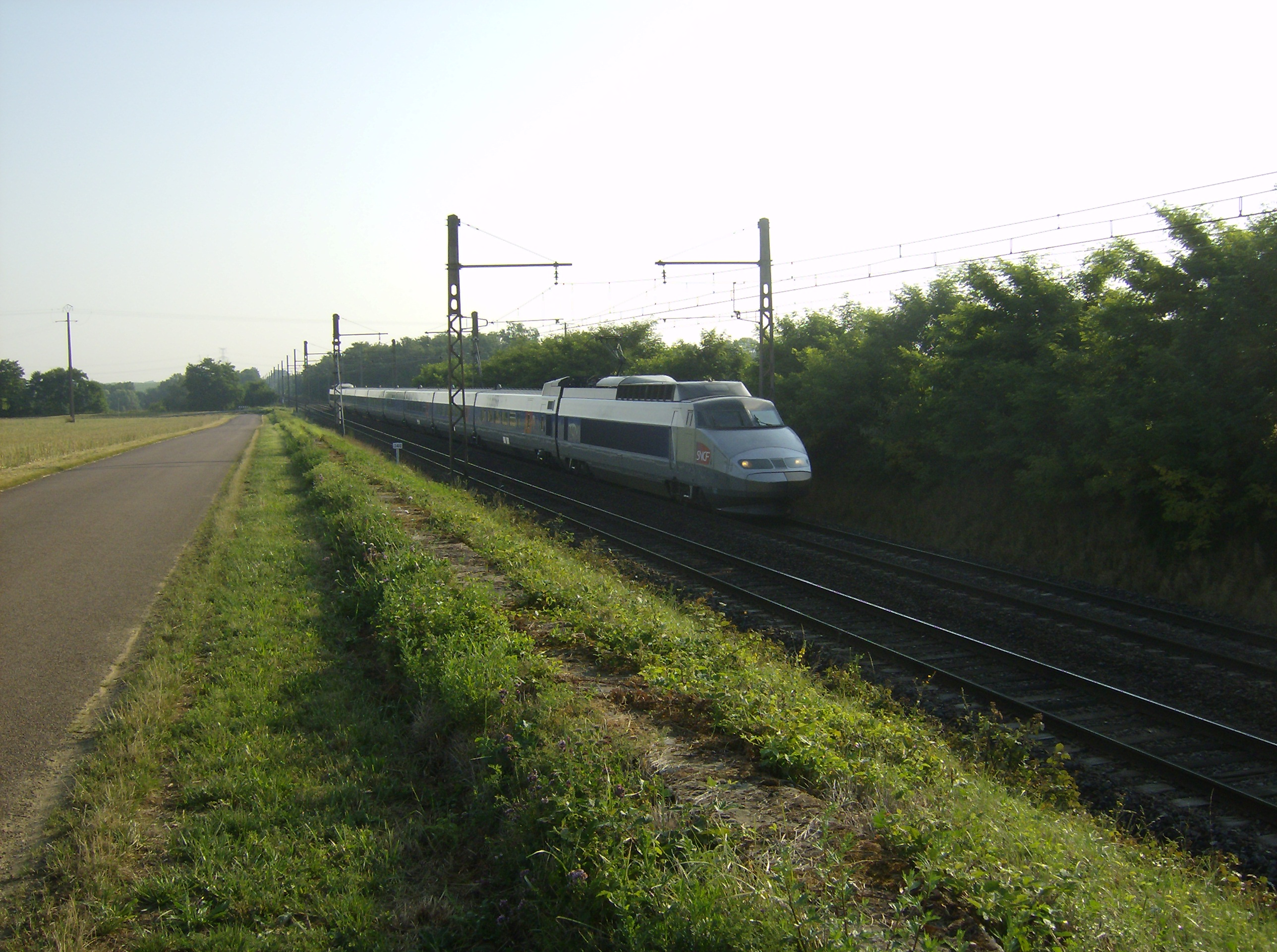